# (You Drive Me) Crazy
„(You Drive Me) Crazy” je pjesma američke pjevačice Britney Spears. Objavljena je 23. kolovoza 1999. godine kao treći singl za njen prvi studijski album ...Baby One More Time. Pjesmu su napisali i producirali Max Martin, Jörgen Elofsson, Per Magnusson, David Kreuger. To je dance pjesma koja govori kako se Spears u nekoga zajubljuje. 
Verzija koja je objavljena za singl se razlikuje od verzije koja se nalazi na albumu ...Baby One More Time. Verzija na albumu snimljena je u Švedskoj tijekom ožujka 1998. godine. Dana, 12. svibnja 1999. Max Martin ju je pozvao u studio kako bi snimila vokale za remiks verziju pjesme pod nazivom „The Stop! Remix”.

## O pjesmi
Pjesma je objavljena u sklopu njenog prvog studijskog albuma ...Baby One More Time, također se nalazi na kompilaciji najvećih hitova Greatest Hits: My Prerogative. „Stop Remix!” verzija je objavljena kao singl i koristila se u filmi Drive Me Crazy.

## Popis pjesama
Njemački CD singl
1. „(You Drive Me) Crazy” (The Stop Remix)
2. „(You Drive Me) Crazy” (instrumentalna verzija)
3. „I'll Never Stop Loving You”